# 李吉言
李吉言，清朝政治人物。进士出身。

## 生平
道光己酉拔貢，本科舉人，道光三十年（1850年）庚戌科會魁，三品銜補用道，福建建寧府知府
同治年间接替徐震耀任建宁府知府一职，同治年间由傅以礼接任。